# Summer Tour 2016 (ウィーザーとパニック!アット・ザ・ディスコのコンサート・ツアー)
Summer Tour 2016（サマー・ツアー・トゥエンティシックスティーン）は、アメリカ合衆国のロックバンドであるウィーザーとパニック!アット・ザ・ディスコの共同名義によるコンサート・ツアー。それぞれのアルバム『ウィーザー（ホワイト・アルバム）』と『ある独身男の死』の発売に伴うツアーであり、2016年6月から8月に42公演にわたって開催された。パニック!アット・ザ・ディスコにとっては、ブレンドン・ユーリーのソロプロジェクトへの移行後では初のツアーとなった。

## 経緯
2016年1月14日、パニック!アット・ザ・ディスコがアルバム『ある独身男の死』の発売に伴い、ウィーザーとの共同ヘッドライニング・ツアーを開催することを発表。ウィーザーとのツアーについて、ユーリーは「まるで子供のころの夢がかなったようなことだ」と語っている。ユーリーによれば、かねてよりウィーザーとのツアーを構想していたが、事務所側によって幾度となく却下されていた。このことについてユーリーは「この時点であまりにもめちゃくちゃイカれた話をしているんだ。なぜなら自分自身に火を放ったりとか、たくさんおかしなことを提案したんだから」と語っている。
オープニング・アクトはアンドリュー・マクマホン・イン・ザ・ウィルダネス、スイミング・ウィズ・ベアーズ、アトラス・ジーニアスが務めた。また、ツアー中にはパニック!アット・ザ・ディスコの公式YouTubeチャンネルで舞台裏の様子などを収めたドキュメンタリー映像が公開された。

## 評価
日刊紙『テネシアン』のデイヴ・ポールソンは、ナッシュビル公演のレビューで「ウィーザーとパニック!アット・ザ・ディスコはナッシュビルに懐かしくて、新しいサウンドをもたらした」と評した。
日刊紙『アリゾナ・リパブリック』のエド・マスリーは、フェニックス公演のレビューで肯定的な見解を示し、「公演における最大の名演」としてパニック!アット・ザ・ディスコが披露した「ボヘミアン・ラプソディ」のカバーを挙げた。

## セットリスト
以下、2016年7月2日のPNCバンク・アーツ・センターでのホルムデル公演でのセットリストを記す。

### ウィーザー
本編
1. カリフォルニア・キッズ
2. ハッシュ・パイプ
3. マイ・ネーム・イズ・ジョナス
4. アイ・ウォント・ユー・トゥ
5. ジャックド・アップ
6. ポーク・アンド・ビーンズ
7. L.A.ガールズ
8. パーフェクト・シチュエーション
9. サンク・ゴッド・フォー・ガールズ
10. ビバリー・ヒルズ
11. ドープ・ノーズ / バック・トゥ・ザ・シャック / キープ・フィッシン / ザ・グッド・ライフ
12. サーフ・ワックス・アメリカ
13. アンダン〜ザ・スウェター・ソング
14. キング・オブ・ザ・ワールド / オンリー・イン・ドリームスド
15. アイランド・イン・ザ・サン
16. セイ・イット・エイント・ソー
17. エル・スコルチョ

アンコール
1.  バディ・ホリー

### パニック!アット・ザ・ディスコ
1. あまり良い思いさせないで!
2. ヴェガス・ライツ
3. モナリザのバラード
4. ハレルヤ
5. さあ踊ろう
6. 裸の王様
7. ガールズ/ガールズ/ボーイズ
8. レディ・トゥ・ゴー
9. ナイン・イン・ジ・アフターヌーン
10. 狂気＝天才
11. ミス・ジャクソン
12. ゴールデン・デイズ
13. ボヘミアン・ラプソディ
14. LA バンザイ
15. ある独身男の死
16. アイ・ライト・シンズ・ノット・トラジェディーズ
17. ディス・イズ・ゴスペル
18. ビクトリアス

備考
- 「狂気＝天才」の演奏中では、ユーリーとダン・パウロヴィッチによるドラムバトルが行われた。
- ツアー最終日である8月6日のアーバイン公演では、前年に脱退したドラマーのスペンサー・スミスが「ディス・イズ・ゴスペル」の曲紹介中にサプライズで登場し、ユーリーにギターを手渡すという一幕があった。

## ツアー日程
| 日付          | 都市                   | 国             | 会場                                                         |
| ------------- | ---------------------- | -------------- | ------------------------------------------------------------ |
| 2016年6月10日 | ザ・ウッドランズ       | アメリカ合衆国 | シンシア・ウッズ・ミッチェル・パビリオン                     |
| 2016年6月11日 | コーパス・クリスティ   | アメリカ合衆国 | オールド・コンクリート・ストリート・アンフィシアター         |
| 2016年6月12日 | ニューオーリンズ       | アメリカ合衆国 | ボールド・スフィア・ミュージック                             |
| 2016年6月14日 | マイアミ               | アメリカ合衆国 | クリプシュ・アンフィシアター                                 |
| 2016年6月15日 | タンパ                 | アメリカ合衆国 | ミッドフロリダ・クレジット・ユニオン・アンフィシアター       |
| 2016年6月16日 | アトランタ             | アメリカ合衆国 | レイクウッド・アンフィシアター                               |
| 2016年6月19日 | チャールストン         | アメリカ合衆国 | ボルボ・カー・スタジアム                                     |
| 2016年6月20日 | シャーロット           | アメリカ合衆国 | PNCミュージック・パビリオン                                  |
| 2016年6月21日 | ローリー               | アメリカ合衆国 | コースタル・クレジット・ユニオン・ミュージック・パーク       |
| 2016年6月22日 | バージニアビーチ       | アメリカ合衆国 | ベテランズ・ユナイテッド・ホーム・ローンズ・アンフィシアター |
| 2016年6月24日 | ブリストウ             | アメリカ合衆国 | ジフィー・ルーベ・ライブ                                     |
| 2016年6月25日 | ポープウェル           | アメリカ合衆国 | CB-MSパフォーミング・アーツ・センター                        |
| 2016年6月26日 | スクラントン           | アメリカ合衆国 | ザ・パビリオン・アット・モンタージュ・マウンテン             |
| 2016年6月28日 | ギルフォード           | アメリカ合衆国 | バンク・オブ・ニューハンプシャー・パビリオン                 |
| 2016年6月30日 | ワンタフ               | アメリカ合衆国 | ニコン・アット・ジョーンズ・ビーチ・シアター                 |
| 2016年7月1日  | マンスフィールド       | アメリカ合衆国 | エクスフィニティ・センター                                   |
| 2016年7月2日  | ホルムデル             | アメリカ合衆国 | PNCバンク・アーツ・センター                                  |
| 2016年7月3日  | ピッツバーグ           | アメリカ合衆国 | ステージAE                                                   |
| 2016年7月5日  | カムデン               | アメリカ合衆国 | BB&Tパビリオン                                               |
| 2016年7月6日  | トロント               | カナダ         | モルソン・カナディアン・アンフィシアター                     |
| 2016年7月8日  | クラークストン         | アメリカ合衆国 | DTEエナジー・ミュージック・シアター                          |
| 2016年7月9日  | ミルウォーキー         | アメリカ合衆国 | マーカス・アンフィシアター                                   |
| 2016年7月10日 | ティンリーパーク       | アメリカ合衆国 | ハリウッド・カジノ・アンフィシアター                         |
| 2016年7月12日 | ノーブルズビル         | アメリカ合衆国 | クリプシュ・ミュージック・センター                           |
| 2016年7月13日 | ナッシュビル           | アメリカ合衆国 | アセンド・アンフィシアター                                   |
| 2016年7月15日 | ダラス                 | アメリカ合衆国 | ジイエクサ・エナジー・パビリオン                             |
| 2016年7月16日 | オクラホマシティ       | アメリカ合衆国 | オクラホマ・ズー・アンフィシアター                           |
| 2016年7月17日 | ロジャーズ             | アメリカ合衆国 | ウォルマート・アーカンソー・ミュージック・パビリオン         |
| 2016年7月19日 | メアリーランド・ハイツ | アメリカ合衆国 | ハリウッド・カジノ・アンフィシアター                         |
| 2016年7月20日 | カンザスシティ         | アメリカ合衆国 | スターライト・シアター                                       |
| 2016年7月22日 | ブランドン             | アメリカ合衆国 | バッドランズ・モーター・スピードウェイ                       |
| 2016年7月23日 | カウンシルブラフス     | アメリカ合衆国 | スティア・コサート・コーヴ                                   |
| 2016年7月24日 | グリーンウッドビレッジ | アメリカ合衆国 | フィドラーズ・グリーン・アンフィシアター                     |
| 2016年7月26日 | ウェストバレーシティ   | アメリカ合衆国 | USANAアンフィシアター                                        |
| 2016年7月28日 | バーナビー             | カナダ         | フェスティバル・ローン                                       |
| 2016年7月29日 | レドモンド             | アメリカ合衆国 | メリーモア・パーク・コンサート・ベニュー                     |
| 2016年7月30日 | トラウトデール         | アメリカ合衆国 | マクメナミンズ・エッジフィールド・アンフィシアター           |
| 2016年7月31日 | マウンテンビュー       | アメリカ合衆国 | シュアライン・アンフィシアター                               |
| 2016年8月2日  | フェニックス           | アメリカ合衆国 | AK＝チン・パビリオン                                         |
| 2016年8月3日  | チュラビスタ           | アメリカ合衆国 | スリープ・トレイン・アンフィシアター                         |
| 2016年8月5日  | サンタバーバラ         | アメリカ合衆国 | サンタバーバラ・ボウル                                       |
| 2016年8月6日  | アーバイン             | アメリカ合衆国 | アーバイン・メドーズ・アンフィシアター                       |

## 興行収入
| 会場                                         | 都市                     | チケット販売数 / 定員 | 総収益     |
| -------------------------------------------- | ------------------------ | --------------------- | ---------- |
| ボルボ・カーズ・スタジアム                   | チャールストン           | 7,206 / 7,549（95%）  | $318,732   |
| バンク・オブ・ニューハンプシャー・パビリオン | ギルフォード             | 6,317 / 7,843 (81%)   | $291,477   |
| エクスフィニティ・センター                   | マンスフィールド         | 18,589 / 19,887 (93%) | $487,517   |
| PNCバンク・アーツ・センター                  | ホルムデル・タウンシップ | 16,641 / 16,933 (98%) | $515,438   |
| BB&Tパビリオン                               | カムデン                 | 18,249 / 25,445 (72%) | $513,150   |
| DTEエナジー・ミュージック・シアター          | クラークストン           | 14,929 / 15,192 (98%) | $438,102   |
| ハリウッド・カジノ・アンフィシアター         | ティンリーパーク         | 24,610 / 28,630 (86%) | $714,624   |
| クリプシュ・ミュージック・センター           | ノーブルズビル           | 19,334 / 21,260 (91%) | $481,086   |
| ジイエクサ・エナジー・パビリオン             | ダラス                   | 17,622 / 20,102 (88%) | $503,385   |
| USANAアンフィシアター                        | ウェストバレーシティ     | 19,006 / 20,006 (95%) | $452,753   |
| シュアライン・アンフィシアター               | マウンテンビュー         | 22,272 / 22,542 (99%) | $571,739   |
| 合計                                         | 合計                     | 184,775 / 205,389     | $5,288,003 |